# Mettau
Mettau is een plaats en voormalige gemeente in het Zwitserse kanton Aargau en maakt sinds 1 januari 2010 deel uit van de gemeente Mettauertal in het district Laufenburg.
Etzgen · Hottwil · Mettau · Oberhofen · Wil